# Oued Jemaa
Oued Jemaa (àrab واد الجمعة) és una comuna rural de la província de Taounate de la regió de Fes-Meknès. Segons el cens de 2014 tenia una població total de 9.190 persones.